# Antígona Segura
Antígona Segura Peralta (Ciudad de México, 20 de septiembre de 1971) es una científica y física mexicana. Desde 2006, es investigadora en el Instituto de Ciencias Nucleares de la Universidad Nacional Autónoma de México (UNAM) y colaboradora del Instituto de Astrobiología de la NASA. Sus investigaciones se enfocan en la astrobiología. Como feminista, colabora activamente en la inclusión de las mujeres en las ciencias exactas, matemáticas e ingenierías. Recibió la medalla Dr. Rafael Navarro González de parte del Instituto de Ciencias Nucleares en abril de 2024.

## Formación académica
Antígona se graduó de la carrera de física teórica por la Universidad Autónoma de San Luis Potosí, donde conoció al astrónomo Miguel Ángel Herrera con quien se inició en la investigación científica en un proyecto dirigido por Arcadio Poveda. En 1997, concluyó la maestría en astronomía en el Instituto de Astronomía de la UNAM y en ese mismo año obtuvo un diplomado en Divulgación Científica impartido por la Dirección General de Divulgación de la Ciencia de la UNAM.  
Hizo el doctorado en el posgrado de Ciencias de la Tierra de la UNAM con la tesis Fijación de Nitrógeno por Relámpagos Volcánicos en el Marte Primitivo, asesorada por Rafael Navarro González. Fue parte del primer grupo de estudiantes que se doctoraron en México con tesis enfocadas en astrobiología dirigidos por Navarro González en el Laboratorio de Química de Plasmas y estudios Planetarios del Instituto de Ciencias Nucleares de la UNAM. De 2005 a 2006 trabajó como investigadora postdoctoral en el Laboratorio de Propulsión a Chorro (JPL) asociado al Instituto Tecnológico de California (Caltech).

## Investigación
Su investigación está enfocada al estudio de atmósferas planetarias y la detección remota de señales de vida. Además colabora en un proyecto multidisciplinario sobre formación de condros y condiciones del sistema solar temprano. Determinó posibles fuentes de energía para la generación de nitrógeno fijado en el Marte primitivo, proponiendo como una nueva fuente los relámpagos volcánicos.
Sus estudios sobre bioseñales en planetas habitables alrededor de estrellas enanas M reabrieron el debate sobre la habitabilidad de los planetas que giran alrededor de este tipo de estrellas y han sido utilizados para argumentar a favor de programas de observación astronómica para entender mejor los procesos que generan la actividad cromosférica de las enanas M. Algunos ejemplos de ello son: HAZMAT, el programa de observaciones de Próxima Centauri con el telescopio MOST, el programa para la detección y caracterización de planetas alrededor de enanas M usando ecos de luz y el MUSCLES Treasury Survey.
Su trabajo de investigación se ha desarrollado en diversos institutos como el Instituto de Ciencias Nucleares de la Universidad Nacional Autónoma de México, el NASA Jet Propulsion Laboratory, la Universidad Estatal de Pensilvania y el Instituto de Astronomía de la UNAM. Además de esa labor, es divulgadora científica, trabajó en la Agencia de Noticias de la Academia Mexicana de Ciencias, ha colaborado con las publicaciones Revista de la Universidad de México, ¿Cómo ves? y condujo el programa semanal de radio Hacia el Nuevo Milenio en Radio Red AM. Imparte constantemente charlas para todo público sobre astrobiología. 

### Publicaciones

#### Libros
- Tiempo de elegir sin miedo, Memorias de una astrobióloga, Editorial Piedra Bezoar, 2016.

## Premios y reconocimientos
- Medalla Dr. Rafael Navarro González de parte del ICN de la UNAM, La presea reconoce la trayectoria de académicos y académicas en Astrobiología, Química de Plasmas y Estudios Planetarios en 2024. [14]
- Medalla Hermila Galindo que otorga el Congreso de la Ciudad de México en favor de la equidad de género y los derechos de las mujeres en 2021. [15]
- Reconocimiento Sor Juana Inés de la Cruz otorgado por la UNAM  2017.[16]
- Miembro de la International Astronomical Union (IAU). 2015.[17]
- Vicepresidente de la Sociedad Mexicana de Astrobiología. 2013-2014.
- Presidente de la Sociedad Mexicana de Astrobiología. 2011-2013.
- Vicepresidente de la Sociedad Mexicana de Astrobiología. 2010-2011.
- Miembro del Comité Editorial de la revista internacional arbitrada Astrobiology. 2010 al 2014.
- Premio al Saber Rosa Guerrero Ramírez por trayectoria profesional otorgado por la Escuela Preparatoria Federal por Cooperación “Lic. Benito Juárez”. Aguascalientes, Ags. 2007.
- Medalla Alfonso Caso otorgada a los mejores estudiantes de posgrado de la Universidad Nacional Autónoma de México.[18]
- Mención Honorífica en la obtención del grado de Doctor en Ciencias en el área de Física Espacial, UNAM.[19]